# Polyommatus blokeri
Polyommatus blokeri är en fjärilsart som beskrevs av Kseuzopolisky 1912. Polyommatus blokeri ingår i släktet Polyommatus och familjen juvelvingar. Inga underarter finns listade i Catalogue of Life.